# 法倫銅礦區
法倫銅礦區（瑞典語：Falun och Kopparbergslagen）是位于瑞典达拉纳省法伦的矿业遗址。约从10世纪起到1992年，法倫銅礦區一直以各种金属，特别是铜矿的出产闻名。16到17世纪，处于鼎盛期的该矿区所产的铜占欧洲铜总产量的70%以上，今日的法伦矿区保留着至少140座熔炉和围绕这些熔炉所建的自由矿工居住区。由于完整保留了采矿业发展的历史原貌和它对于两个世纪以来的全球矿业的深远影响，法伦的大铜山矿区于2001年被列为世界遗产。

## 早期历史
当地传说銅礦區是由一只山羊发现的。但何时开始有矿业生产并无明文记载。考古学和地质学研究表明，采矿事业大约于1000年左右开始，但这一研究只是推测。直到1080年左右，才有明确记载的矿山开发。当时的采矿业规模很小，基本就是当地农家收集和挖掘矿石，熔炼得铜后以供家用。:9-11
从12世纪开始，銅礦區所产的铜开始被运送到欧洲其他地区。马格努斯三世（1275－1290年在位）的时候，出现了较为专业的矿冶操作。从吕贝克地区前来的贵族和外国商人从农人手中收购冶炼好的铜，转运到欧洲各地售出。铜贸易的发展进一步刺激炼铜技术的发展，1288年出现了现存最早的关于大铜山铜矿的手写文献，记录了韦斯特罗斯主教将自己拥有的铜矿的12.5%的收益转让给自己的表兄弟，以回报他对自己的经济支持。
马格努斯四世（1319－1364年在位）曾亲自参观过此礦区，并起草了保证王室利益的文件:13。根据马格努斯四世颁布的许可状，大铜山矿区于1347年成立了大铜山（Stora Kopparberg），这一类似股份公司的机构走在了时代之先，自由矿工享有机构的一部分份额，份额和他们所拥有的熔炼铜有关系。大铜山是芬兰斯道拉恩索公司（Stora Enso）的前身，故该公司有时也被称为仍在运行的世界上最古老的公司:5。到了14世纪中期，大铜山的矿业生产已经发展成瑞典的重要产业。之后几百年中，瑞典税收很大一部分也来自于此。

## 鼎盛时期
銅礦區最早也是使用时间最长的炼铜方法被称为火成法，即先用大火煅烧铜矿石。矿石受热再冷却后会变脆开裂，就可以使用楔锤和长柄大锤凿开矿石获得铜矿核。将获得的矿核放入开放熔炉里加热，其中的硫组分会氧化出去，所产生的二氧化硫有毒烟尘此后很长时期内都一直是法伦地区的特征。经过多次的煅烧和熔炼，就得到了粗铜，运到欧洲各地后再进行精炼。这一方法保持了将近七个世纪，直到19世纪末才被新方法取代:14这一方法有可能是从德国的铜矿，如哈兹山铜矿借鉴而来:1。
16世纪初，銅礦區的产量曾有所下降，但1570年代又发现了大量的铜矿床，加之炼铜方法的改进，铜的产量又继续增加。17世纪，大铜山的铜产量达到了高峰。所产出的铜大量用于资助瑞典帝国时代的各次对外战争，瑞典王国议会也将该矿区视作国家的主要财源。1641年法伦市建立，不久就发展成瑞典最大的城市之一。1650年矿区共生产了超过3000英吨的铜由于铜币的质量是相同价值银币的一百倍，使用起来十分不便，最终促使瑞典成为欧洲最先采用纸币的国家。1687年的仲夏夜，矿区许多岩壁倒塌，形成了多个巨大的坑洞，其中有一个大坑有150米深。幸运的是，矿工们在一年中只有在仲夏夜和圣诞节休息，所以没有任何人在事故中丧生。:44。

## 矿工日常

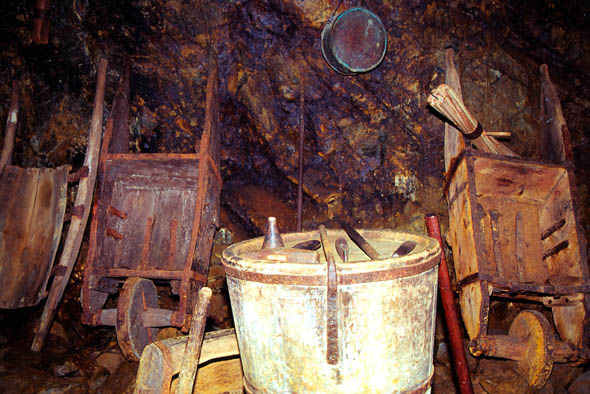
独轮车和其他采矿工具

法伦矿区的矿工们白天在巷道内开挖矿石，日落之后，四处开始生火，彻夜熔炼当天开掘出的铜矿石。第二天凌晨，矿工们开始凿开烧裂的矿石取出矿核，这一般由有经验的矿工完成，薪水也比较高。而新的矿工的主要任务是将矿石从巷道运送到地面，这是对他们的考验:43-44。由于高强度的劳动和生产环境不佳，很多矿工都患有肺病和风湿性关节炎，然而法伦也曾因健康疗养地而闻名，这是因为当地的烟雾酸化了土壤和水源，减少了瘟疫和霍乱的传播。
由于对生产的限制和重税不满，从16世纪起矿工们也进行着反抗，1531－1534年古斯塔夫一世曾下令因此事处决七名当地有声望的居民。政府也在进行着改善工作条件的努力，1578年约翰三世决定为矿区安排一位暂时的外科医生来处理伤病。1695年建成了矿区医院，也是瑞典第一所急诊医院。
1734年，博物学家卡尔·林奈曾访问过大铜山，写下了对矿工生活的鲜活记述，他描写那些背着矿石爬上摇摇晃晃梯子的矿工大汗淋漓，仿佛刚洗过澡一般。他说法伦铜矿虽然是瑞典最伟大的奇迹之一，但也同地狱一般。烟尘和黑暗在四周围绕，岩石，沙砾，强腐蚀性的硫酸，水滴，烟，毒气，热，尘埃到处都是。矿区周围2.5公里的范围内，树木、灌木丛或地衣类植物无法生存。1849年，汉斯·克里斯蒂安·安徒生也参观了法伦大铜山矿区，他为此写道：“那里没有一寸翠绿，路边甚至没有一簇青草，亦无鸟儿飞过。”

## 衰落

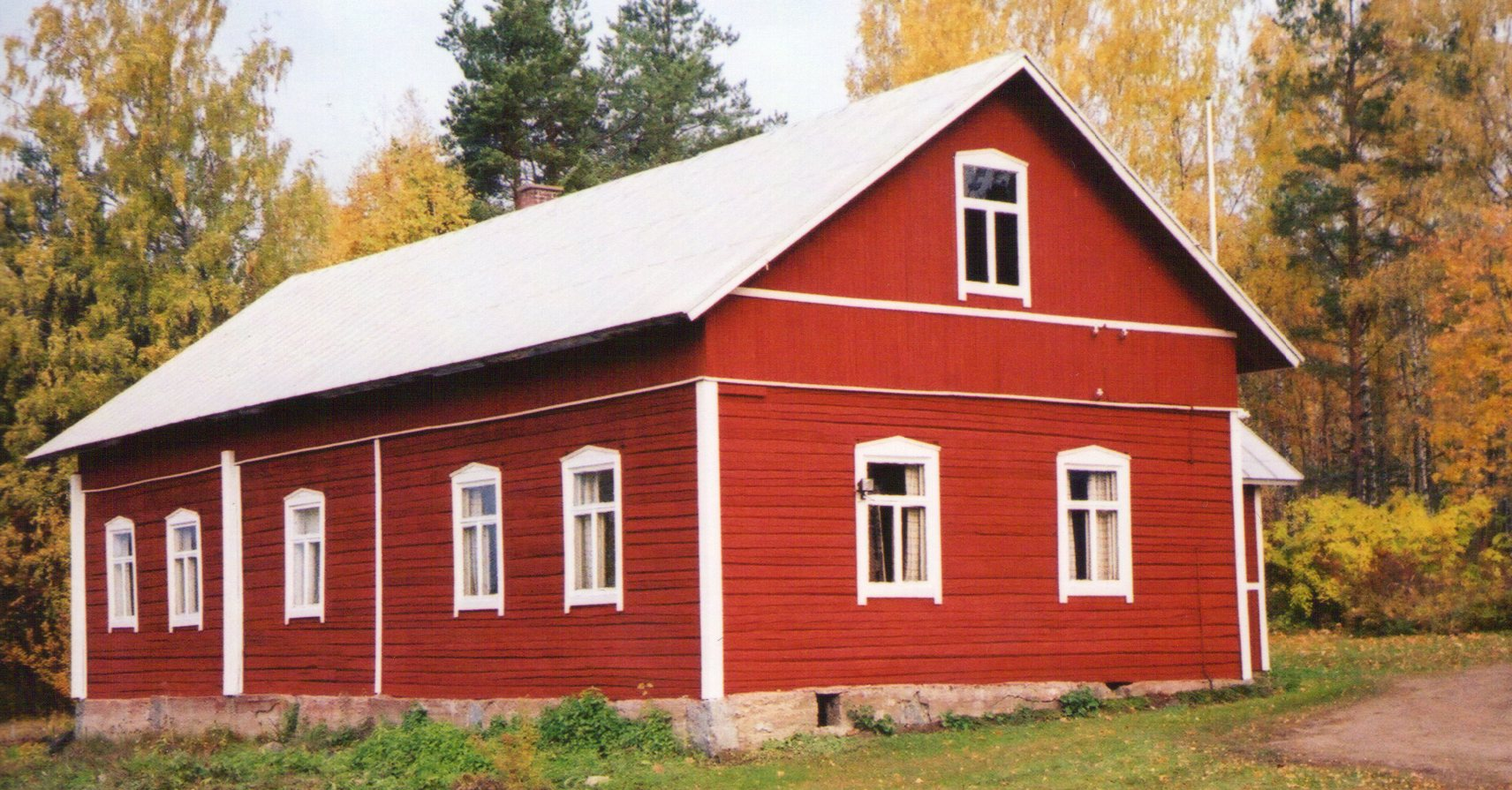
法伦红粉刷的木屋

整个17世纪，瑞典都紧紧保持着着对法伦铜矿的垄断权。当时在铜的出口上能与瑞典匹敌的只有日本，但欧洲很少进口日本的铜。1690年，著名的冶金学家恩里克·奥德黑利乌斯被国王派遣调查欧洲的金属市场。虽然奥德黑利乌斯撰写报告时瑞典的铜生产已经开始衰落，他在某些方面也直陈其事，但他仍然写道：“对于铜的生产，瑞典就一直像一位母亲，无论欧洲内外，没有地方可以在铜矿生产上和瑞典相提并论。”不过按照现代的标准，当时的产量并不大。峰值时仅突破3000吨，1665年就降到了不足2000吨，到了1710-1720年，仅能超过1000吨。当今的世界铜生产量约为一千五百万吨。
进入18世纪后，大铜山矿区的生产进入低谷。尽管政府采用各种方法刺激铜矿生产，矿业公司还是开始走向多种经营。他们生产铁和原木以补充铜的冶炼。很多公司热衷于生产招牌式的法伦红颜料，这种颜料含有氧化铁、铜的化合物和锌，被广泛用于粉刷木屋和谷仓。到了1800年所产铜的价值仅有铁的七分之一了。进入19世纪后，铁和木材产量的重要性进一步增强。1881年大铜山地区发现了金矿，产生了短期的淘金潮，最终产出了大概5吨黄金。1895年是大铜山矿区产铜的最后一年。

## 今日

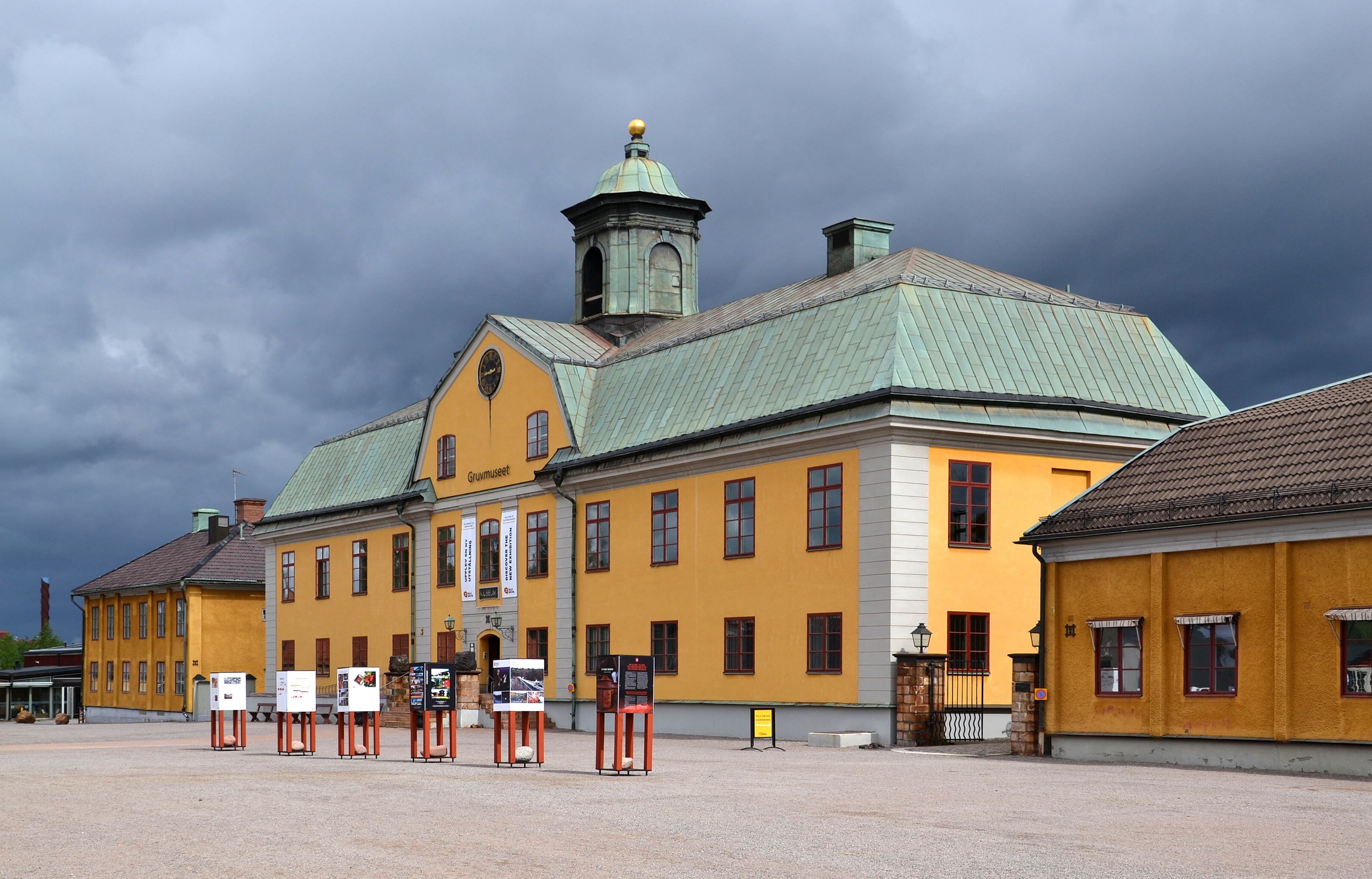
大铜山矿业博物馆的主体建筑

銅礦區经济价值的下降这一点最终无法避免，旅游业逐渐进入了铜矿区。1922年，法伦铜矿博物馆开放，这是瑞典最早的技术博物馆。1970年，这里还开发了一座供观光者探险的矿山。游客可先乘坐电梯进入地下55米深处，然后可以在山的内部进行600米的徒步游览。1992年12月8日，矿区进行了最后一次爆破，之后所有的矿业生产就停止了。今日的矿区由大铜山基金会管理，他们负责管理博物馆和组织游客参观
2001年，法倫銅礦區被列入世界文化遗产，除了矿区本身以外，保护区域也包括法伦镇的矿工小屋、自由矿工的居住区和附属建筑今日矿区博物馆每年大约接待十万名游客展览了大铜山矿业的历史，包括采矿的工具和机械、运输水力系统、矿工生活与医疗，也有肖像收藏馆，收藏了17世纪以来重要的矿业人物的肖像